# Erich Schenk
Erich Schenk (ur. 5 maja 1902 w Salzburgu, zm. 11 października 1974 w Wiedniu) – austriacki muzykolog.

## Życiorys
Studiował grę na fortepianie i teorię w Mozarteum w Salzburgu, następnie był uczniem Adolfa Sandbergera na Uniwersytecie Monachijskim, gdzie w 1925 roku uzyskał stopień doktora na podstawie dysertacji Giuseppe Antonio Paganelli: Sein Leben und seine Werke (wyd. Salzburg 1928). Później kształcił się u Guido Adlera i Roberta Lacha w Wiedniu oraz Johannesa Wolfa i Arnolda Scheringa w Berlinie. Od 1925 do 1926 roku pracował jako bibliotekarz w Mozarteum, działał w biurze prasowym Salzburger Festspiele. W 1929 roku habilitował się na uniwersytecie w Rostocku na podstawie pracy Studien zur Triosonate in Deutschland nach Corelli. Podjął następnie pracę na tej uczelni, w 1936 roku doprowadzając do utworzenia instytutu muzykologii, którego był pierwszym dyrektorem. Od 1940 do 1971 roku wykładał na Uniwersytecie Wiedeńskim, był tam dziekanem wydziału filozoficznego (1950–1951) i rektorem (1957–1958). Od 1944 roku był członkiem Austriackiej Akademii Nauk. Z okazji jego 60. i 70. urodzin zostały opublikowane księgi pamiątkowe.
W swojej pracy zajmował się przede wszystkim muzyką instrumentalną okresu baroku. Był redaktorem licznych wydawnictw źródłowych i przeznaczonych do praktyki wykonawczej. W 1947 roku reaktywował serię „Denkmäler der Tonkunst in Österreich”.

## Wybrane prace
(na podstawie materiałów źródłowych)
- Johann Strauss (Poczdam 1940)
- Musik in Kärnten (Wiedeń 1941)
- Beethoven zwischen den Zeiten (Bonn 1944)
- 950 Jahre österreichische Musik (Wiedeń 1946)
- Kleine wiener Musikgeschichte (Wiedeń 1946)
- W.A. Mozart: Eine Biographie (Wiedeń 1955, 2. wyd. pt. Mozart. Sein Leben, seine Welt 1975; tłum. ang. pt. Mozart and His Time 1960)
- Ausgewählte Aufsätze: Reden und Vortrage (Wiedeń 1967)